# Бауэр, Патрик
Патрик Бауэр (нем. Patrick Bauer; род. 28 октября 1992, Бакнанг, Баден-Вюртемберг) — немецкий футболист, защитник английского клуба «Престон Норт Энд».

## Клубная карьера
Бауэр — воспитанник клуба «Штутгарт». В мае 2011 года, Патрик продлил контракт с клубом до июня 2015 года. 29 июля в матче первого раунда Кубка Германии против «Веена» он дебютировал в составе «швабов».
17 августа 2012 года, Бауэр на правах аренды до конца сезона перешёл в португальскую «Маритиму». 26 августа, в матче за дублёров команды против «Витории Гимарайнш» он дебютировал в Сегунда-лиге. Шесть дней спустя, в матче против дублеров клуба «Спортинг» он забил первый гол. 24 июля 2013 года подписал трёхлетний контракт с клубом.
22 июня 2015 года, Патрик стал первым трансфером «Чарльтон Атлетик» в трансферное окно и подписал контракт на четыре года. 8 августа 2015 года в матче против «КПР» он дебютировал в Чемпионшипе. 12 сентября в матче против «Ротерем Юнайтед» забил первый гол за клуб.
26 мая 2019 года, Бауэр на 94-й минуте забил победный гол в матче плей-офф Лига 1 против «Сандерленда». В сезона 2018/19 клуб предложил ему новый контракт, но немец подписал трёхлетнее соглашение с «Престон Норт Энд».

## Личная жизнь
Женат. В мае 2019 года родился первый ребёнок — дочь.